# Juan Correa Morales
Juan Correa Morales (Buenos Aires, 1794 - julio de 1842) fue un militar argentino que participó en las guerras de independencia y en las guerras civiles de su país.

## Biografía
Se enroló en el ejército en la época de la Revolución de Mayo y participó en el sitio de Montevideo hasta 1814. A fines de 1815 se incorporó al Ejército del Norte, que regresaba derrotado desde el Alto Perú. Colaboró con los Gauchos de Güemes en la Quebrada de Humahuaca y participó en algunos combates.
En 1818 participó en la campaña contra la Provincia de Santa Fe, participando en los combates de Paso de Aguirre, Barrancas, el sitio de Rosario y en la Batalla de Cepeda (1820).
En marzo de 1820 fue uno de los oficiales que apoyó al general Carlos María de Alvear en su revolución para apoderarse del gobierno, y más tarde lo acompañó en las batallas de Cañada de la Cruz y San Nicolás. Tras un  período de arresto, prestó servicios a órdenes del coronel Lamadrid en su fracasada campaña contra Francisco Ramírez en Santa Fe.
Incorporado a las fuerzas del coronel Rafael Hortiguera, participó de la campaña de 1823 al sur de la Provincia de Buenos Aires, en la que fue fundada la actual ciudad de Tandil. Pasó a retiro ese mismo año, por la reforma militar del ministro Rivadavia.
Se reincorporó al Ejército Argentino durante la Guerra del Brasil, y participó en las batallas de Ituzaingó, Camacuá y Padre Filiberto.
De regreso a Buenos Aires, se negó a apoyar al general Juan Lavalle en su guerra contra Juan Manuel de Rosas. Con la victoria de este último llegó la confirmación de su grado de coronel. En septiembre de 1830, Rosas lo envió a Montevideo a recuperar el buque de guerra que se había llevado el coronel Leonardo Rosales cuando se había pasado a las filas de Lavalle. Pasó más de un año en Montevideo, y desde allí informaba a Rosas de los movimientos de los exiliados unitarios. En julio de 1832 fue arrestado por orden del presidente Fructuoso Rivera, que lo creyó cómplice de la revolución de Lavalleja.
Regresó a Buenos Aires a principios de 1833 y procesó a los causantes de los desórdenes ocurridos en las Islas Malvinas, proceso que se complicó cuando éstas fueron invadidas por los ingleses. En abril de ese año, el gobernador Juan Ramón Balcarce lo nombró jefe de policía de la capital. Pero fue cesanteado por el ministro Enrique Martínez cuando se negó a apoyar la lista oficialista en las elecciones de julio. Apoyó la Revolución de los Restauradores. Al año siguiente fue diputado provincial y en 1835 el gobernador Rosas lo nombró comandante del puerto de Buenos Aires.
En 1836 fue nombrado embajador ante el gobierno del Uruguay, con el especial encargo de vigilar las actividades de los emigrados argentinos. Apoyó al presidente Manuel Oribe contra la alianza del general Rivera y la escuadra francesa, por lo que abandonó el país cuando ésta causó la renuncia del presidente.
De regreso a Buenos Aires volvió a ser capitán del puerto, siendo sucedido en ese cargo por el mayor Pedro Ximeno durante la crisis causada por la invasión de Lavalle en 1840. Ese mismo año fue elegido nuevamente diputado provincial.
Se suicidó por razones desconocidas en julio de 1842 en la ciudad de Buenos Aires.